# Skybound Entertainment
La Skybound Entertainment è una casa editrice statunitense di fumetti, partner studio della Image Comics, fondata da Robert Kirkman nel 2010. In Italia i suoi titoli sono pubblicati da SaldaPress. È il primo e più recente studio ad essersi unito al gruppo della Image dalla sua fondazione escludendo gli studi dei fondatori stessi. Skybound è celebre in particolare per la serie The Walking Dead e Invincible. JJ Didde è un partner commerciale di Skybound mentre Sean Mackiewicz è direttore editoriale dello studio.

## Storia dello studio

### Antefatto
Prima di entrare a far parte della Image Kirkman scriveva sceneggiature per la Marvel, dove curò i testi di diverse saghe come per esempio L'incorreggibile Ant-Man o Marvel Zombi. In seguito l'autore fondò una propria casa editrice di fumetti indipendenti denominata Funk-O-Tron LLC. I titoli pubblicati da questa società includevano Battle Pope (2000) e Battle Pope Presents: Saint Michael (2001).
Nel 2002 la casa editrice per volere dello stesso Kirkman chiuse i battenti facendo confluire i propri titoli all'interno della Image Comics. Al suo posto Kirkman stabilì la creazione di Studio Funk-O-Tron un sito web dedicato alla promozione del lavoro di Kirkman e dei suoi colleghi.

### Fondazione
Skybound nacque nel 2010, tuttavia Kirkman era stato socio della Image Comics fin dal 2008. La società di Berkeley aveva preso da tempo una china sempre più negativa nonostante gli sforzi di Jim Valentino prima e di Erik Larsen dopo che si erano succeduti alla dirigenza della società tentando di trasformare il palco di pubblicazioni della Image orientandolo verso il fumetto indipendente e d'autore piuttosto che quello dei supereroi con cui era nata la società. Kirkman con i suoi originali fumetti rappresentava l'emblema del nuovo corso preso dall'azienda tanto che fra il 2010 e il 2011 la sua serie zombie The Walking Dead divenne la pubblicazione di maggior successo della Image. A quel punto l'autore decise di fondare un proprio studio dove raccogliere e concentrare tutti i diritti delle proprie opere, fu così che nacque la Skybound, le cui opere sono pubblicate sotto l'ombrello Image ma di cui fa parte come partner studio.
Con questo atto Kirkman divenne il primo autore con il suo studio a diventare socio degli originali fondatori e rispettive case editrici Todd McFarlane con la Todd McFarlane Productions, Jim Valentino con ShadowLine, Erik Larsen con la Highbrow Entertainment e Marc Silvestri con la Top Cow Productions che negli anni novanta avevano fondato la società assieme alla Wildstorm Productions di Jim Lee, alla Extreme Studios di Rob Liefeld e a While Portacio. Oggi Kirkman occupa anche il ruolo di redattore e responsabile operativo all'interno della casa editrice di Berkeley affiancando a livello manageriale gli altri soci.
L'etichetta si occupa della pubblicazione di diverse opere scritte da Kirkman, come la già citata serie horror The Walking Dead che ha avuto anche un adattamento televisivo sull'emittente AMC, ma anche opere di altri autori come Witch Doctor di Brandon Seifert e Lukas Ketner.

### Gli anni duemila e venti (dal 2020)
Robert Kirkman è sempre in cerca di nuove idee, autori e nuove sfide. Per questo tra il 2022 e il 2023 arriva ad un accordo con la ditta di giocattoli Hasbro stipulando un contratto per essere licenziatorio dei suoi prodotti e realizzarne dei fumetti. Riesce quindi a interrompere l'accordo precedente con l'editore IDW Publishing. Kirkman vuole creare un nuovo universo narrativo chiamato Energon e in cui possano convivere e intrecciarsi storie ispirate ai prodotti Hasbro. Non si tiene conto dei fumetti IDW, delle serie animate o adattamenti cinematografici ma si tratta di un reboot che possa soddisfare vecchi e nuovi lettori. Le prime serie ad essere distribuite riguardano i Transformers e G.I.Joe. Gli autori coinvolti sono top-writer e top-artist del mondo del fumetto. La prima serie del nuovo progetto esordisce con Transformers a dicembre 2023. L'autore dei testi e disegni è già affermato e pluripremiato Daniel Warren Johnson. Lo stesso mese esordisce G.I.Joe: Duke e a gennaio 2024 G.I.Joe: Commander. Entrambe vedono ai testi Joshua Williamson, già affermatosi alla DC come autore di serie quali Flash e Justice League.

## Pubblicazioni
- The Astounding Wolf-Man
- Battle Pope
- Brit
- Capes
- Clone
- Cloudfall
- Dead Body Road

- Ghosted
- Guarding the Globe
- The Infinite
- Invincible
- Invincible Universe
- Manifest Destiny
- Outcast - Il reietto

- Science Dog
- Super Dinosaurio
- Tech Jacket
- Thief of Thieves
- The Walking Dead
- Witch Doctor

## Filmografia
Cinema
- Air - I custodi del risveglio, regia di Christian Cantamessa (2015)

- Renfield, regia di Chris McKay (2023)

Televisione
- The Walking Dead (2010-2022)
  - Fear the Walking Dead (2015-2023)
  - The Walking Dead: World Beyond (2020-2021)
  - Tales of The Walking Dead (2022)
  - The Walking Dead: Dead City (2023-)
  - The Walking Dead: Daryl Dixon (2023-)
- Scare PewDiePie (2016)
- Invincible (2021-)
- Outcast (2016-2019)
- Super Dinosaur (2018-2019)
- PSI Cops (2023-)